# (10127) Fröjel
(10127) Fröjel, désignation internationale (10127) Frojel, est un astéroïde de la ceinture principale.

## Description
(10127) Frojel est un astéroïde de la ceinture principale. Il fut découvert le 21 mars 1993 à La Silla par le programme UESAC. Il présente une orbite caractérisée par un demi-grand axe de 2,21 UA, une excentricité de 0,13 et une inclinaison de 4,3° par rapport à l'écliptique.

## Compléments